# Дагмара Возняк
Дагмара Возняк (англ. Dagmara Wozniak, нар. 1 липня 1988, Вроцлав, Польща) — американська фехтувальниця, бронзова призерка Олімпійських ігор 2016 року в командній шаблі, чемпіонка світу та призерка чемпіонатів світу.

## Виступи на Олімпіадах
| Олімпіада   | Дисципліна      | Місце |
| ----------- | --------------- | ----- |
| Лондон 2012 | шабля, особисті | 8     |
| Ріо 2016    | шабля, особисті | 17    |
| Ріо 2016    | шабля, командні | 3     |